# Royal Air Maroc
Royal Air Maroc – marokańskie narodowe linie lotnicze, z siedzibą w Casablance. Ma połączenia z Afryką, Bliskim Wschodem, Europą i Ameryką Północną. Głównym węzłem jest Port lotniczy Casablanca.
Agencja ratingowa Skytrax przyznała liniom cztery gwiazdki.

## Flota
Według stanu na grudzień 2024 flota Royal Air Maroc składała się z 51 samolotów, w tym 1 przeznaczonym do transportu cargo, o średnim wieku 13 lat:
| Samolot               | Samolot | Samolot   | Liczba miejsc | Liczba miejsc | Liczba miejsc | Uwagi                                             |
| Model                 | Aktywne | Zamówione | B             | E             | Łącznie       | Uwagi                                             |
| --------------------- | ------- | --------- | ------------- | ------------- | ------------- | ------------------------------------------------- |
| ATR 72-600            | 6       | -         | -             | 70            | 70            | Operacje prowadzone przez Royal Air Maroc Express |
| Boeing 737-800        | 28      | -         | 12            | 147           | 159           |                                                   |
| Boeing 737 MAX 8      | 2       | -         | 12            | 144           | 156           |                                                   |
| Boeing 787-8          | 5       | -         | 18            | 256           | 274           |                                                   |
| Boeing 787-9          | 5       | 1         | 24            | 278           | 302           |                                                   |
| Embraer 190           | 4       | -         | 12            | 84            | 96            |                                                   |
| Royal Air Maroc Cargo |         |           |               |               |               |                                                   |
| Boeing 767-300F       | 1       | -         |               |               |               | Konfiguracja cargo                                |
| Łącznie               | 51      | 1         |               |               |               |                                                   |

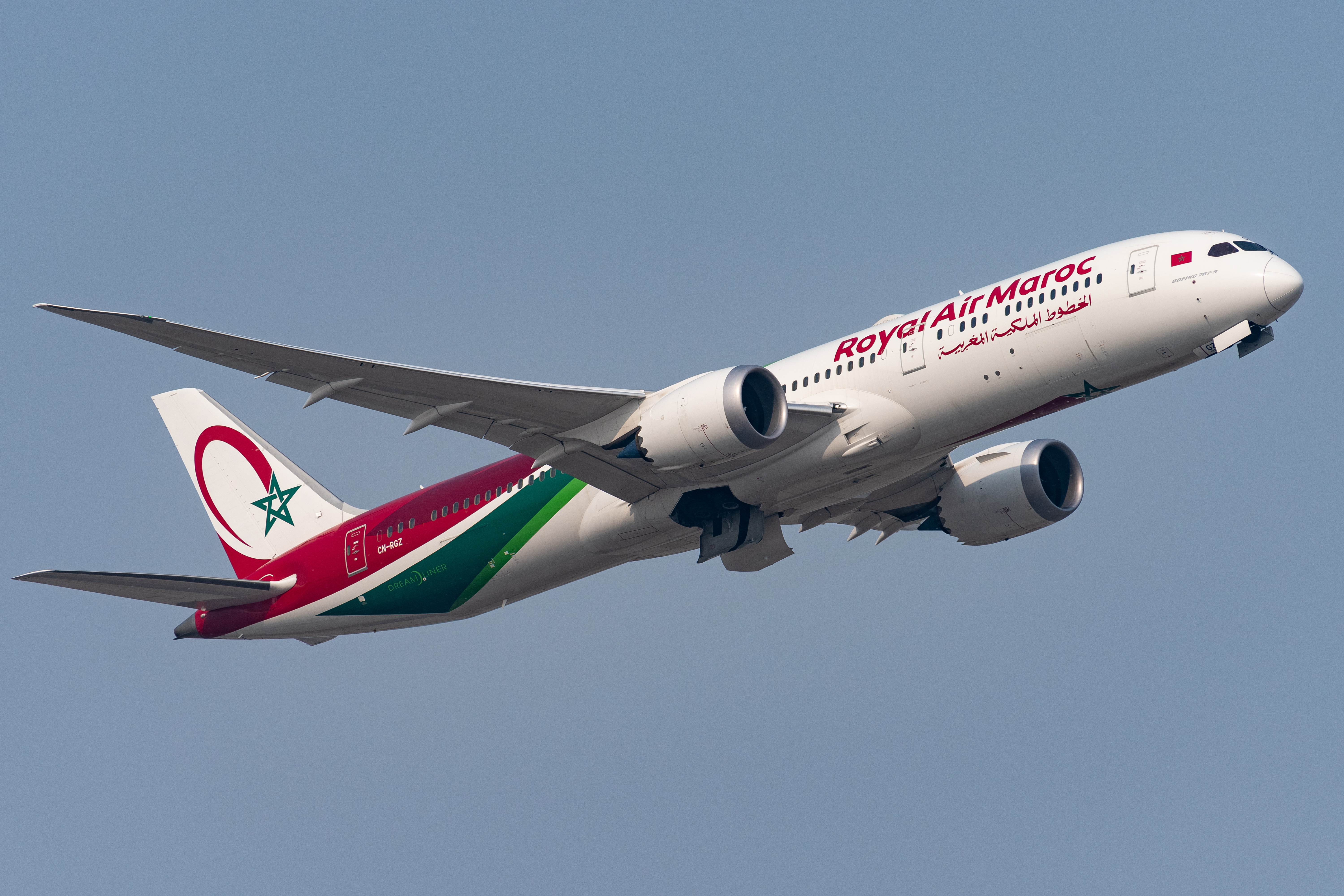
Boeing 787-9 Royal Air Maroc startujący z lotniska w Pekinie
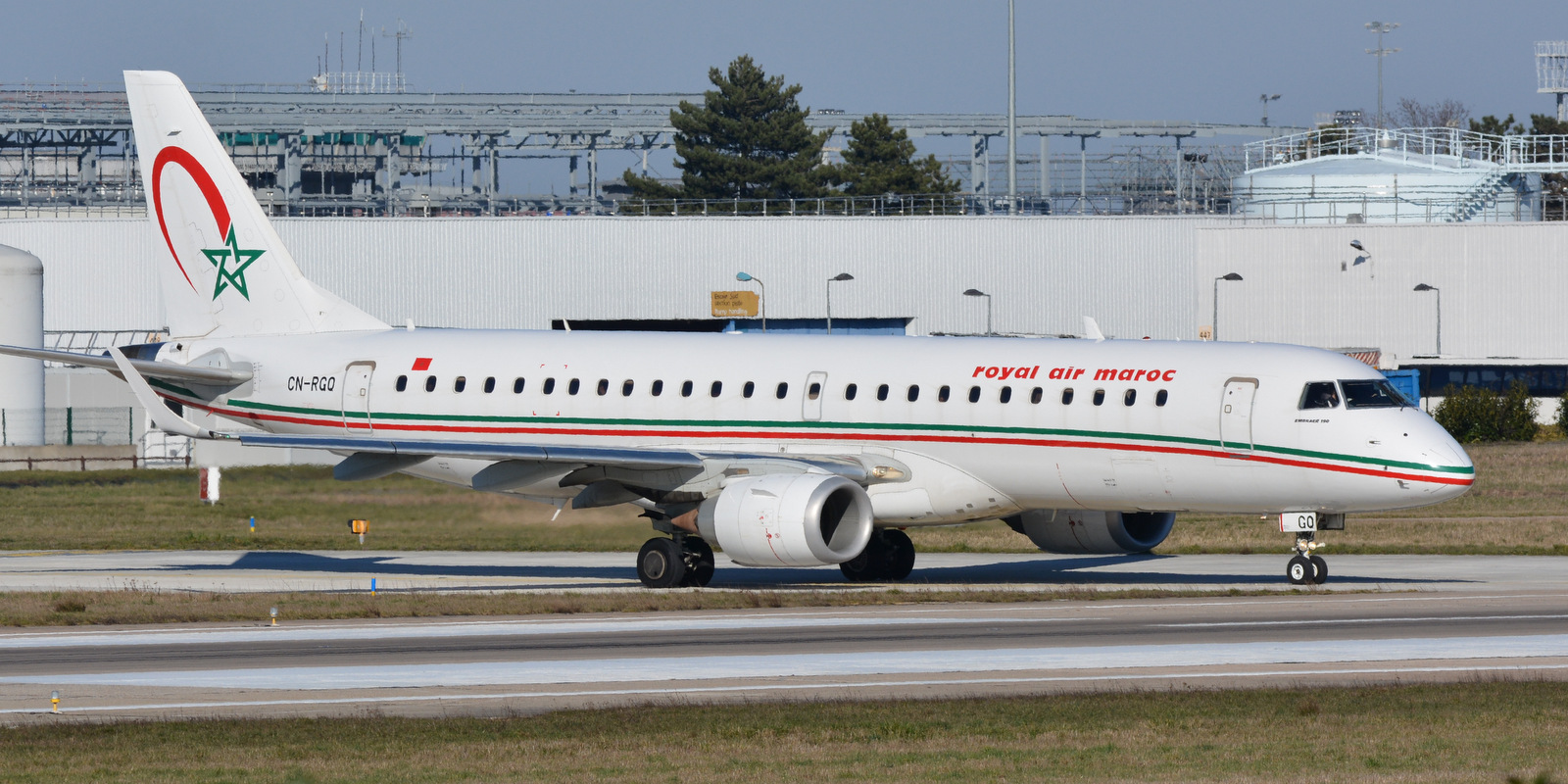
Embraer 190 linii na lotnisku Paryż-Orly
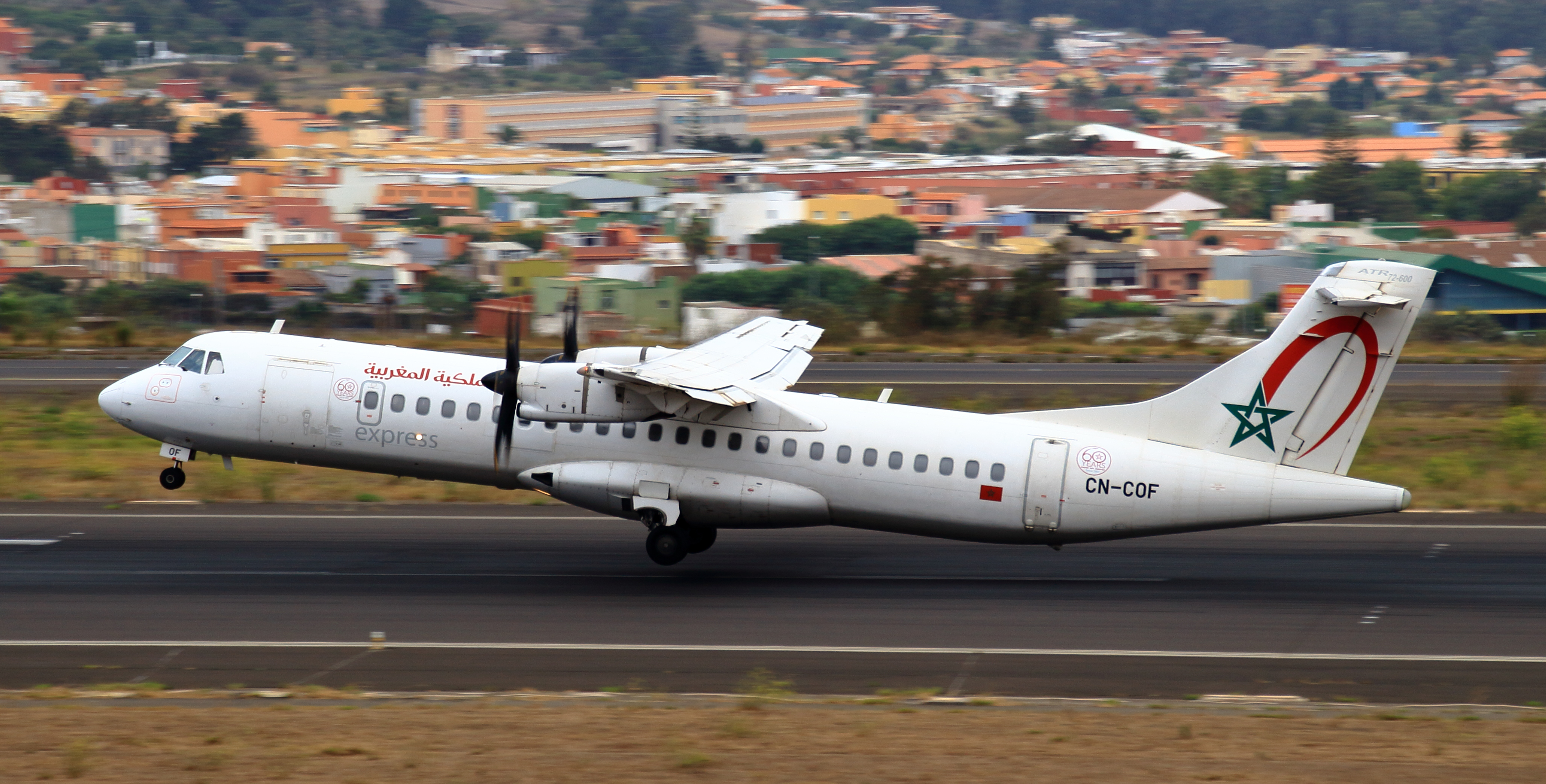
ATR 72-600 Royal Air Maroc startujący z lotniska Tenerife Norte